# Eptatretus stoutii
Eptatretus stoutii är en ryggsträngsdjursart som först beskrevs av William Neale Lockington 1878.  Eptatretus stoutii ingår i släktet Eptatretus och familjen pirålar. IUCN kategoriserar arten globalt som otillräckligt studerad. Inga underarter finns listade i Catalogue of Life.
Arten påminner om en ål eller en mask. Den saknar ögon, käkar och fjäll. Längden går upp till 60 cm. Enskilda exemplar kan vara hermafroditer.
Denna fisk kryper ofta i kadaver av andra fiskar är äter de mjuka kroppsdelarna så att fiskben och fjällen blir kvar. Exemplar som känner sig hotade avsöndrar en slemig vätska. Exemplaren blir könsmogna vid en längd av 30 till 40cm. Honor lägger ägg som varierar i storleken beroende på individen.
Eptatretus stoutii förekommer vid Nordamerikas västra kustlinje från södra British Columbia i Kanada till halvön Baja California i Mexiko. Den dyker ungefär till 950 meter.